# Akelarre
Akelarre é um restaurante basco fundado em 1974 por Pedro Subijana, e localizado no bairro Igeldo de San Sebastián, Gipuzkoa, Espanha. O restaurante é conhecido por seus frutos do mar locais. Conseguiu três estrelas Michelin.

## Sobre
Desde 2017, possui seu próprio hotel 5 estrelas com 22 quartos com vista para o Mar Cantábrico, e o Restaurante Oteiza, batizado em homenagem ao famoso escultor que frequentava o Restaurante Akelarre. Sua adega tem mais de 650 vinhos de referência da Espanha e de todo o mundo.